# کریس داوسون (بازیکن فوتبال، زاده ۱۹۷۹)
کریس داوسون (انگلیسی: Chris Dawson؛ زادهٔ ۲۲ اوت ۱۹۷۹) بازیکن فوتبال اهل سیشل است.
از باشگاه‌هایی که در آن بازی کرده‌است می‌توان به باشگاه فوتبال بولتون واندررز اشاره کرد.
وی همچنین در تیم ملی فوتبال سیشل بازی کرده‌است.